# Universidade Nacional Central

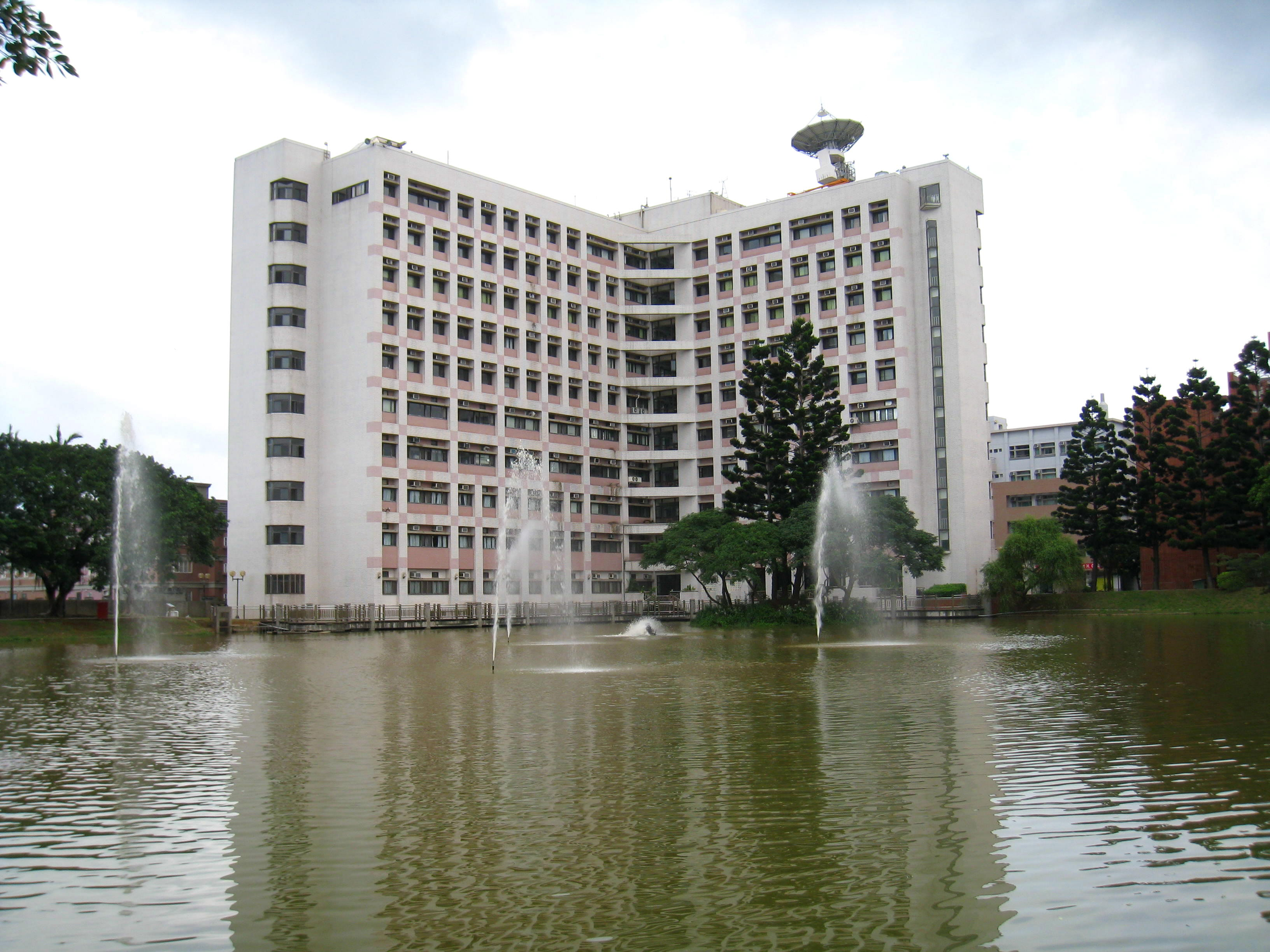
Universidade Nacional Central

A Universidade Nacional Central (NCU, chinês tradicional: 國立中央大學, Kuo-Li Chung-yang Ta-hsüeh, ou 中大, Chung-ta) é uma universidade de Taiwan destinada principalmente para estudos de pós-graduação.

## História
Esta universidade foi fundada em 1915, com raízes na China continental. Foi transferida para Chongqing em 1937 devido a Segunda Guerra Sino-Japonesa, retornando posteriormente para esta cidade em 1946. Na sequência, em nomeação definitiva da Universidade de Nanquim,se afincou definitivamente em Taiwan no ano de 1963.